# 우고 아얄라
우고 아얄라 카스트로(Hugo Ayala Castro, 1987년 3월 31일 ~ )는 멕시코의 전 축구 선수로 현역 시절 포지션은 센터백이었다.

## 경력 통계

### 국가대표
2018년 9월 7일  기준
| 멕시코 | 멕시코 | 멕시코 |
| 연도   | 출전   | 득점   |
| ------ | ------ | ------ |
| 2009   | 2      | 0      |
| 2010   | 1      | 0      |
| 2011   | 0      | 0      |
| 2012   | 4      | 0      |
| 2013   | 4      | 0      |
| 2014   | 3      | 0      |
| 2015   | 10     | 0      |
| 2016   | 5      | 0      |
| 2017   | 9      | 0      |
| 2018   | 8      | 1      |
| 합계   | 46     | 1      |

## 수상

### 클럽
UANL
- 리가 MX: 2011A, 2015A, 2016A, 2017A, 2019C
- 코파 MX: 2014C
- 캄페온 데 캄페오네스: 2016, 2017, 2018
- 캄페오네스컵: 2018

### 개인
- 리가 MX 베스트 11: 2015A, 17A, 2019C
- CONCACAF 베스트 11: 2018[2]